# John Dalton
John Dalton (n. 6 septembrie 1766 – d. 27 iulie 1844) a fost un fizician și chimist englez. La început învățător, apoi secretar și președinte al unei societăți filozofice din Manchester, și-a instalat laboratorul în localul acestei societăți. Principalele lui preocupări științifice au fost în domeniul meteorologiei, al analizei aerului și al comportării amestecurilor de gaze, acestea din urmă ducându-l la enunțarea teoriei atomice (vezi atom). În legătură cu legea sa, a presiunilor parțiale ale gazelor, publică în 1805 primul tabel de greutăți „atomice” (de fapt greutăți echivalente). În 1808 a publicat o lucrare completă asupra teoriei atomice și a legilor proporțiilor simple și multiple. A făcut prima descriere a cecității cromatice (daltonism), de care suferea.
John Dalton este considerat părintele teoriei atomiste moderne (1808). Reluând teoria anticilor, el afirma că toate corpurile sunt alcătuite din particule numite atomi, pe care i-a imaginat ca sfere de mase și dimensiuni diferite.
A introdus noțiunea de zero absolut, temperatura la care presiunea gazului se anulează.

## Scrieri
- 1802: On the zero of the Temperature
- 1808: New System of chemical philosophy, în trei volume.